# Bnei Akiva
Bnei Akiva (en hebreo: בני עקיבא) (en español: Los Hijos de Akiva) es un movimiento juvenil sionista de ideología sionista religiosa. Bnei Akiva es un movimiento juvenil internacional que tiene unos 120.000 miembros en Israel y unos 80.000 miembros repartidos en 45 países. Bnei Akiva es un movimiento de derecha política, identificado con el movimiento del kibutz religioso y el Partido Nacional Religioso de Israel. Las actividades comunes en todo el Mundo son reuniones realizadas los sábados, campamentos durante las vacaciones de verano, seminarios y excursiones.

## Ideología
Los ideales resumidos de Bnei Akiva son Torá y Avodá (trabajo). Estos ideales se refieren al cumplimiento de la ley judía y al asentamiento, trabajo y desarrollo de la Tierra de Israel. También se refiere a la fusión de lo espiritual con lo material, objetivo común del judaísmo. Como un movimiento pionero, Bnei Akiva cree que el asentamiento y el retorno a la Tierra de Israel (Eretz Israel) no es solamente un precepto, sino un objetivo principal del Pueblo de Israel (Am Israel). Bnei Akiva defiende el derecho del pueblo judío a tener un hogar nacional como cualquier otra nación. Los objetivos del movimiento Bnei Akiva son animar a los judíos a hacer Aliá (emigrar a Israel), hacer efectivo el cumplimiento de las antiguas profecías, habitar las tierras del antiguo Reino de Salomón, seguir los preceptos de la sagrada Torá y cumplir las mitzvot (mandamientos, preceptos y buenas acciones.)

## Historia

### Panorama histórico
Bnei Akiva surgió a finales de los años 20, cuando Gran Bretaña ejercía su Mandato Británico de Palestina, territorio que conquistó del Imperio otomano, cuyo derecho a administrar fue reconocido por la Sociedad de Naciones. Como consecuencia a estos hechos, los judíos de Palestina se vieron en la libertad de hacer florecer el asentamiento en mayor libertad que con los otomanos. A raíz de la guerra, el pueblo judío volvió hacia su identidad religiosa.

### Laboristas religiosos en acción
Mientras los laboristas seculares ganaban poder, el movimiento "Hapo’el Hamizrají", rama del movimiento sionista religioso Mizraji, se centraba en organizar y unificar los pocos laboristas religiosos que estaban en una situación económica fatal y eran rechazados espiritualmente. Hapo'el Hamizrají buscaba también el transformar a estos laboristas en una fuerza con la que se pudiera identificar. El movimiento consolidó y realizó los ideales sionistas-religiosos bajo la frase: "El Pueblo de Israel, en la Tierra de Israel, según la Torá de Israel".

### Dificultades
Hapo’el Hamizrají se encontró con varias dificultades. Los comités obreros junto con la Histadrut (fondo nacional obrero) incitaron en contra del movimiento y se negaron a su empleo. El Fondo Nacional Judío (Keren Kayemet LeIsrael), responsable del repartimiento de tierras, asignó territorios a todas las asociaciones de asentamiento, menos a Hapo'el Hamizrají. Ideológicamente, se veía apartado de toda otra ideología: Los movimientos sionistas tendían a ser seculares, en su gran mayoría incluso apoyaban el socialismo, mientras que los judíos ortodoxos, en su mayoría, reprobaban el movimiento sionista, ya que se aferraban a las promesas que hicieron los judíos en el Talmud, escritas en el Tratado de Ketubot 110; una de esas promesas era que los judíos no establecerían dominio sobre la Tierra de Israel hasta la era mesiánica. Los sionistas religiosos se basaban en dos factores: 
- El Rambam (Maimónides) menciona la conquista de la Tierra de Israel entre las 613 mitzvot de la Torá, y se puede considerar tan válida hoy en día, como en los días bíblicos.

- El exilio judío era pensado para mil años: hay fervientes discusiones, en las que las opiniones difieren, principalmente, en dos puntos de vista:

1.El exilio terminó al milésimo año del exilio, lo cual anula las promesas antes mencionadas, y reconoce que ya ha comenzado formalmente la era mesiánica en un proceso lento. 
2.El exilio aún continúa, por lo que no se han anulado las promesas, simplemente se ha extendido el exilio porque el Pueblo de Israel no ha sido merecedor de ser redimido aún por sus propios méritos.

### La joven generación abandona los valores de sus padres
Al recrudecerse las dificultades y obstáculos económicos encontrados por los miembros de Hapo'el hamizrají, muchos adolescentes optaron por unirse a los grupos seculares. La situación no podía ser tolerada, estos acontecimientos representaron una amenaza para el nuevo movimiento religioso. En el invierno de 1929 (5689), Yejiel Eliash, entonces oficial del "Brit Olamit shel Torá VaAvodá" (Alianza Nacional de Torá veAvodá), sugirió a Hapo'el Hamizrají el establecimiento de un movimiento juvenil religioso, con el propósito de fortalecer el espíritu de la gente joven y organizar con ellos un campo de labor social orgulloso.
Esta propuesta fue vista con entusiasmo y oposición. Las razones del rechazo a la propuesta fueron.
1. Por naturaleza, los movimientos juveniles son revoltosos[cita requerida], y por ende no tienen lugar en la sociedad religiosa.
2. Este tipo de movimiento juvenil puede interferir con los estudios.
Yejiel Eliash no se rindió ante sus opositores. Años después, explicó:
«... En ese tiempo, había una necesidad de rebelarse. La Histadrut regía con fuerza. Cualquier miembro de Hapo'el Hamizrají que buscara trabajo en construcción, era rechazado descaradamente. El sentimiento antirreligioso era popular... Creímos que un movimiento juvenil tendría que engendrar fe en su propia fuerza y en nuestro poder para erigir un judaísmo religioso con grandes éxitos. No judíos creativos, sino un judaísmo religioso, organizado... Los oponentes, incluyendo líderes (del Hapo'el Hamizrají) temían a la rebelión y concordaron en que un movimiento religioso, intrínsecamente, no puede ser opuesto (a la religión) y debe ser tradicionalista.
»Algunos se preocuparon que el manejo del estudio en la escuela sería incompleto; otros dudaron de la habilidad de gente joven para estar a la cabeza de un movimiento juvenil. Educadores impresionantes, argumentaban, deben estar en esta posición. Claro está, que a pesar de toda esta oposición, decidió fundar el movimiento juvenil...»
Contemporáneo al establecimiento del movimiento en Palestina, organizaciones de la juventud religiosa operaron en la diáspora. Algunos de ellos adoptaron el nombre de Bnei Akiva (los Hijos de Akiva/famoso rabino de la época de la Mishná), mientras que otros usaron apelaciones diferentes, tales como Hashomer HaDatí (el Guardián Religioso). Veinticinco años después (1958/5739), los grupos de la diáspora se unieron al israelí, y la Mazkirut Olamit (Secretaría Mundial) de Bnei Akiva, se formó.

## Símbolos de Bnei Akiva

### El Sémel (emblema)
El Sémel está hecho de varios objetos relacionados con los diferentes aspectos de la ideología del movimiento. Los utensilios agrícolas y la espiga de trigo se relacionan con la perspectiva agrícola de la ideología. Las dos tablas de piedra en el centro se relacionan con la Torá. Ambos ideales de Torá y Avodá se unen con el listón que dice Bnei Akiva-simbolizando, por un lado, que ambos conceptos deben trabajar juntos, y por el otro, que Bnei Akiva une estos ideales en uno sólo. Las letras en las tablas son la Tav y la Ain, iniciales de "Torá" y de "Avodá" (תורה ועבודה Ley y Labor).

### El himno
Compuesto por Rabí Moshe Tzvi Neria (conocido originalmente como Javer Minkin). Compuso el himno durante los días hábiles de Sucot en 5692/1932, en la congregación de Madrijim (guías) en Kfar Saba. La música fue compuesta por Mijael Perlman. La letra ha cambiado un poco, (y, a principios de los 50's, la música también cambió, posiblemente por su similitud con la de los bundistas polacos).
El himno es llamado Yad Ajim (Una mano de hermanos) y es cantado en hebreo.
| Una mano de hermanos les es extendida, juventud querida,
| Alrededor de la bandera, todos ustedes han acampado.
| Los cuidará la estrella de la Torá
| Su camino es uno de labor.
| Coro: "Con valeroso corazón, con la ayuda de Dios, subir subiremos.
| Adelante Bnei Akiva, ánimo al subir". 
| Esta patria es la tierra de los patriarcas, nuestra tierra la sagrada,
| de las manos del Poderoso de Yaakov (de Jacob, Dios), es para nosotros un legado.
| Nuestras cabezas en las profundidades de su Torá,
| nuestras palmas de las manos en los terrones de su tierra. Coro: